# Da ieri a sempre
Da ieri a sempre è il quinto album del cantante italiano Gianluca Capozzi, contenente gli inediti Si perdo a te e Dimme e che raccoglie tutti i successi dei suoi precedenti lavori.

## Tracce
1. Si perdo a te – 4:29
2. Dimme – 3:35
3. Nun me pare overo – 4:16
4. Quando t'annamure – 5:07
5. Nun te scordo cchiù – 4:45
6. Io senza e te – 3:52
7. Ti amo – 4:40
8. E che fà – 4:18

## Formazione
- Gianluca Capozzi - voce
- Massimiliano Capozzi - tastiera, pianoforte
- Alfredo Golino - batteria
- Carmine Napolitano - batteria
- Vittorio Riva - batteria
- Tiziano Carfora - percussioni
- Cesare Chiodo - basso
- Lello Somma - basso
- Roberto D'Aquino - basso
- Giorgio Cocilovo - chitarra
- Maurizio Fiordiliso - chitarra
- Maurizio Ponzo - chitarra
- Andrea Braido - chitarra
- Lina Sorrentino - voce femminile
- Sofia Baccini - voce femminile
- Nello Cristadoro - voce maschile